# 스우비체

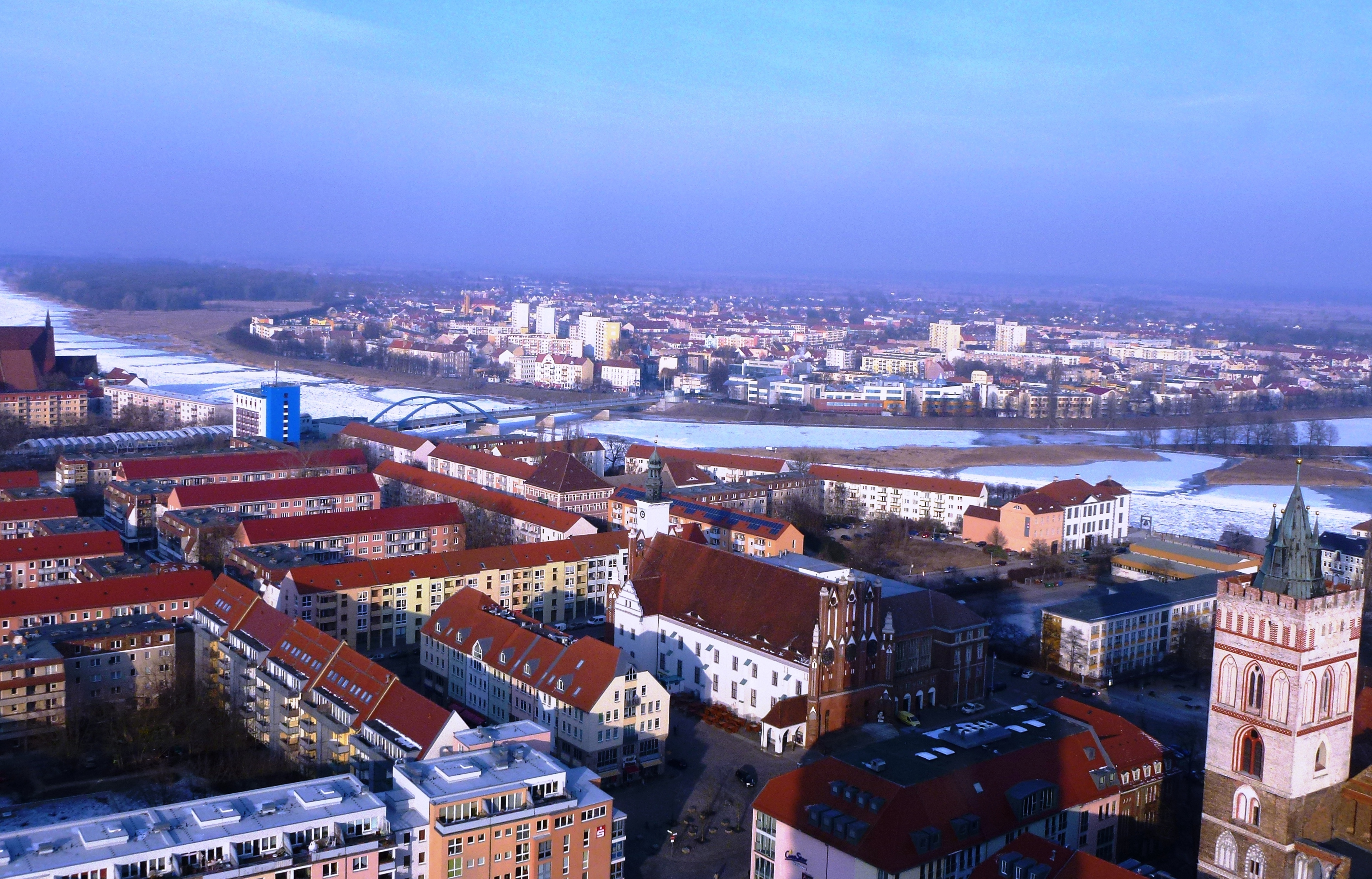
프랑크푸르트안데어오데르에서 내려다 본 스우비체

스우비체(폴란드어: Słubice, 독일어: Dammvorstadt 담포어슈타트[*])는 폴란드 서부 루부시주에 위치한 도시로, 면적은 19.2km2, 높이는 160m, 인구는 18,148명(2011년 기준), 인구 밀도는 893명/km2이다. 오데르강과 접하며 강 반대편에는 독일 프랑크푸르트안데어오데르가 위치한다.

시기
시 문장